# Colisão aérea no Alasca em 2019
Em 13 de maio de 2019, um De Havilland Canada DHC-2 Beaver operado pela Mountain Air Service colidiu com um De Havilland Canada DHC-3 da Taquan Air sobre George Inlet, Alasca, Estados Unidos. O DHC-2 se partiu no ar com a perda do único piloto e todos os 4 passageiros. O piloto do DHC-3 conseguiu manter o controle parcial, mas a aeronave sofreu danos substanciais na colisão e no subsequente pouso forçado. o piloto sofreu ferimentos leves, 9 passageiros sofreram ferimentos graves e 1 passageiro morreu. Ambas as aeronaves realizavam voos turísticos. A causa do acidente está sendo investigada pelo Conselho Nacional de Segurança nos Transportes (NTSB).

## Aeronaves

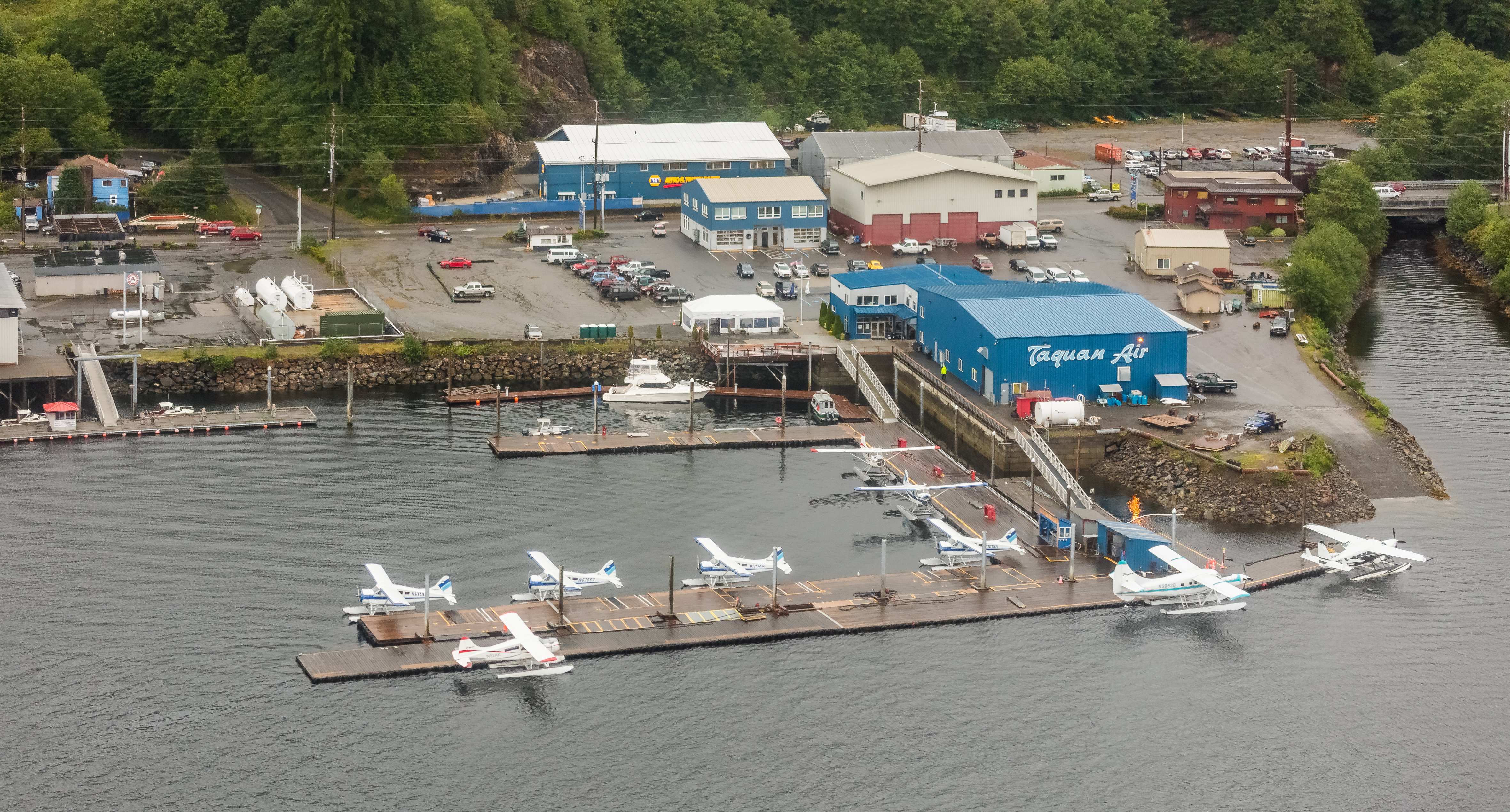
Base de Hidroaviões do Porto de Ketchikan vem 2017; DHC-2s semelhantes a N952DB estão à esquerda, DHC-3s semelhantes a N959PA estão à direita

A primeira aeronave era um hidroavião De Havilland Canada DHC-2 Beaver, prefixo N952DB, número de série 237, de propriedade e operado pela Mountain Air Service LLC. A segunda aeronave era um Havilland Canada DHC-3 Turbine Otter, número de série 159, de propriedade da Pantechnicon Aviation Ltd. e operado pela Taquan Air. Ambas as aeronaves conduziam voos turísticos locais da área do Monumento Nacional Misty Fiords. Para o benefício dos passageiros, um navio de cruzeiro Princess Cruises estava ancorado em Ketchikan, Alasca, e estavam operando sob as regras das Regulações Federais de Aviação da FAA, com voos turísticos de demanda. Nenhuma das aeronaves carregava ou era obrigada a carregar um gravador de voz de cabine ou um gravador de dados de voo.

## Acidente
Ambas as aeronaves estavam retornando à Base de Hidroaviões do Porto de Ketchikan, aproximadamente 11 km a sudoeste. O DHC-2 estava voando a 198 km/h, a uma altitude de cerca de 3.350 pés (1.020 m) ao nível do mar, enquanto o DHC-3 estava gradualmente descendo a 233 km/h, de uma altitude de 3.700 pés (1.100 m). As condições meteorológicas visuais estavam boas. O DHC-3 estava equipado com um sistema de aviso de colisão automática dependente de transmissão de vigilância , mas o piloto não percebeu nenhum aviso de colisão ADS-B antes de ver um "flash" à sua esquerda e as duas aeronaves colidiram às 12:21, hora local, a uma altitude de cerca de 3.350 pés (1.020 m).
O DHC-3 inclinou o nariz para baixo a cerca de 40 graus, mas o piloto foi capaz de manter o controle parcial e realizar um pouso forçado antes de pousar em George Inlet. Os flutuadores separaram-se da aeronave e ela começou a afundar; o piloto e 9 passageiros conseguiram evacuar para a costa com a ajuda de transeuntes, mas 1 passageiro ficou preso nos destroços. O DHC-3 parou sob cerca de 24 metros à frente na água.
O DHC-2 se partiu no ar, criando um campo de destroços de aproximadamente 2.000 pés por 1.000 pés (610 m por 305 m) cerca de 2,82 km a sudoeste do local do acidente. A fuselagem e empenagem do DHC-2 separaram uma da outra e a asa direita apresentou danos consistentes com impactos da hélice.

## Passageiros e tripulações
O piloto do DHC-3 sofreu ferimentos leves, 9 passageiros sofreram ferimentos graves e 1 passageiro morreu. O piloto do DHC-2 e 4 passageiros morreram no acidente. 6 vítimas feridas foram levadas a um hospital local e 4 outras foram transferidas para Seattle. 2 corpos não foram recuperados até o dia seguinte.

## Investigação e consequências
O NTSB iniciou imediatamente uma investigação sobre o acidente, que está em andamento.
O piloto falecido do DHC-2 também era coproprietário da Mountain Air Service e a empresa cancelou todas as operações após o acidente. Uma semana depois, o Voo Taquan Air 20 caiu em 20 de maio, e a Taquan Air suspendeu todos os voos no dia seguinte. Com o aumento da supervisão da Administração Federal de Aviação (FAA), a Taquan Air retomou o serviço de carga limitada em 23 de maio, voos regulares de passageiros em 31 de maio e passeios turísticos em 3 de junho.